# Ricardo Lemvo
Ricardo Lemvo (né le 3 septembre 1957) est un chanteur congolais de salsa, rumba congolaise, soukouss et kizomba.

## Biographie
Lemvo grandit à Kinshasa. À l'âge de 10 ans, il découvre la musique cubaine.
Il chante d'abord des rancheras mexicaines, puis il forme son groupe de salsa et rumba Makina Loca. En 1998, il joue avec son groupe dans le film Danse passion. 

## Style musical
Ricardo Lemvo chante en espagnol, lingala, kikongo, français, portugais, anglais et turc.

## Discographie
- 1996 : Tata Masamba
- 1998 : Mambo Yo Yo (en) (Putumayo World Music)
- 1999 : São Salvador (Putumayo World Music)
- 2003 : Ay Valeria!
- 2007 : Isabela
- 2009 : Retrospectiva
- 2014 : La Rumba SoYo